# 夏明钢
夏明钢（1895年—1976年11月），原名夏秀峰，湖南省新宁县堡口乡人。中国共产党、中华人民共和国官员。

## 生平
1917年，考入北京高等工业专科学校，在校期间参与发动、领导五四运动。1919年5月2日，北京大学学生许德珩自校长蔡元培处得知巴黎和会中国外交遭到失败的消息后，乃邀请参加《国民杂志》（北京学生救国会刊物）社的各学校学生代表，于当日下午在北京大学西斋饭厅紧急开会，商量对策。作为北京高等工业专科学校学生代表的夏秀峰在会上当场咬破手指写下血书。会议决定发出通知，决定5月3日晚7时在北京大学法科礼堂召开北京大学全体学生大会，并请北京13个中等以上学校的学生代表参加大会。在大会上，他与丁肇青、谢绍敏、张国焘、许德珩、等多人发言，谢绍敏还当场咬破中指、撕裂衣襟后写下血书“还我青岛”四个大字。5月4日，五四运动爆发，夏秀峰参加运动。
1921年，加入中国共产党，同年底留法勤工俭学。1922年冬，任中共旅德支部书记。1925年冬，归国，出任中国共产党北京地方执行委员会宣传部长兼中国济难会北方区书记。时值第一次国共合作，加入中国国民党。1927年初，任国民革命军第八军第四师党代表兼政治部主任、第36军党代表兼政治部主任。1927年四一二事件后，经中共党组织介绍，赴上海任中共江苏省委秘书长。同年冬，由于叛徒告密，中共江苏省委机关被破坏，他回到长沙，自此同中共党组织失去联系。后来，他赴德国，1934年底归国。此后，他任福建省第四区专员。1938年，应叶挺邀请，任新四军军部秘书。后来又回到福建省任福建省第二区专员。
1949年9月，受中国共产党的指示，策动并且帮助新宁县县长徐君虎举行了和平起义。起义成功后，任新宁县临时人民政府秘书长。后来，他历任湖南省人民政府财经委员、湖南省民族事务委员会委员、湖南省人民政府委员、湖南省农业厅厅长、湖南省政协委员等职务。
1976年11月，夏明钢在长沙病逝，享年81岁。